# Quand tu me souris
Pour plus de détails, voir Fiche technique et Distribution.
Quand tu me souris (titre original : Meet Danny Wilson) est un film musical américain de Joseph Pevney sorti en 1952.

## Synopsis
Un chanteur de boîte de nuit subit le chantage d'un racketteur, qui est aussi son manager et a une rivalité avec le pianiste à cause d'une fille.

## Fiche technique
- Titre français : Quand tu me souris
- Titre original : Meet Danny Wilson
- Réalisation : Joseph Pevney
- Scénario et histoire : Don McGuire
- Production : Leonard Goldstein et Don McGuire (producteur associé)
- Société de production et de distribution : Universal Pictures
- Directeur musical : Joseph Gershenson
- Chorégraphie : Harold Belfer
- Photographie : Maury Gertsman
- Montage : Virgil W. Vogel
- Direction artistique : Bernard Herzbrun et Nathan Juran
- Décorateur de plateau : Russell A. Gausman et Julia Heron
- Costumes : Bill Thomas
- Pays de production :  États-Unis
- Langue : anglais
- Format : Noir et blanc - 35 mm - 1,37:1 - Son : Mono (Western Electric Recording)
- Genre : Film musical
- Durée : 88 minutes
- Dates de sortie : 
  - États-Unis : 26 mars 1952 (New York)
  - États-Unis : 1er avril 1952 (sortie nationale)

## Distribution
- Frank Sinatra : Danny Wilson
- Shelley Winters : Joy Carroll
- Alex Nicol : Mike Ryan
- Raymond Burr : Nick Driscoll alias Joe Martell
- Vaughn Taylor : T.W. Hatcher
- Tommy Farrell : Tommy Wells
- Donald MacBride : Sergent de Police
- Barbara Knudson : Marie
- Carl Sklover : Chauffeur de taxi

Acteurs non crédités
- Jeff Chandler : Lui-même, patron de boîte de nuit
- Tony Curtis : Lui-même, patron de boîte de nuit
- Gregg Palmer : Interne / Policier